# 52963 Vercingetorix
52963 Vercingetorix è un asteroide della fascia principale. Scoperto nel 1998, presenta un'orbita caratterizzata da un semiasse maggiore pari a 2,2355729 au e da un'eccentricità di 0,2129578, inclinata di 2,18540° rispetto all'eclittica.